# Батурин, Михаил Матвеевич
Михаи́л Матве́евич Бату́рин (6 ноября 1904, Таганрог — 13 февраля 1978, Москва) — советский разведчик, полковник. Отец Ю. М. Батурина 
(космонавта, политика, Героя РФ), Н. М. Батурина., С. М. Батурина.
Внуки - Алексей Батурин, Евгений Батурин, Александра Батурина, Анастасия Батурина. Правнуки - Андрей Батурин и Дмитрий Батурин.
```
.
```

## Биография

### Жизнь до 1920 года
Родился 6 ноября 1904 года в городе Таганроге в семье бедного ремесленника, работавшего по найму то у разных владельцев мастерских. В 1913 году отец, забрав семью, переехал на заработки в Баку.
Окончил высшее начальное училище. В 1918 году, в дни Бакинской коммуны вступил добровольцем в Красную гвардию, служил порученцем у П. А. Джапаридзе — комиссара продовольствия Бакинского Ревкома. После падения Советской власти и расстрела бакинских комиссаров работал по найму. С восстановлением Советской власти в Баку в 1920 году добровольно вступил в Красную Армию, в 283-й полк 32-й дивизии XI-й армии. С зимы 1920 года служил писарем в штабе полка.

### Служба в Пограничных войсках
- 14 января 1921 г. был переведен в Особое отделение № 8 11-й армии (Дагестан).
- 1921 сотрудник Секретно-оперативной части (СОЧ) Особого Отдела 1-го кавалерийского корпуса (Баку).
- 3 января 1922 откомандирован на работу в пограничное особое отделение № 3 пограничного Ленкоранского района (Азербайджан). Работал контролёром, помощником уполномоченного, уполномоченным КПП.
- с 1 июля 1924 года — уполномоченный секретно-оперативной части Управления 44-го погранотряда войск Закавказского ГПУ.
- С августа 1927 по август 1929 года — слушатель основного курса Высшей пограничной школы ОГПУ.
- 1932—1933 — уполномоченный оперативного отдела Управления пограничных и внутренних войск ЗакГПУ (Тифлис).
- Затем служил на оперативных и командных должностях в подразделениях Управления пограничных войск Закавказского ГПУ. Занимал должности уполномоченного Управления Отряда, помощника коменданта 1-й комендатуры по СОЧ (с 1930), коменданта этой комендатуры (с 1931) (Аджария).
- 1932—1933 — уполномоченный оперотдела Управления пограничных и внутренних войск ЗакГПУ (Тифлис).
- 1933—1935 — помощник по СОЧ начальника 37-го Батумского погранотряда (Батуми).
- С 16 июня 1935 года — начальник Отдельного Бакинского морского контрольно-пропускного пункта (ОБМКПП).
- С 1931 кандидат в члены, а с 1933 г. — член ЦИК Совета рабочих, крестьянских и красноармейских депутатов Аджаристана 10-го созыва.
- 1937—1940 состоял в действующем резерве Главного управления пограничных и внутренних войск НКВД и учился в Институте востоковедения имени Н. Н. Нариманова (Турецкий сектор Особого факультета) (Москва).

### Служба в разведке
- В 1939 году был переведён на работу во внешнюю разведку.
- В 1940 году направлен в долгосрочную загранкомандировку в Турцию.

В течение семи лет плодотворно работал в этой стране, являясь сначала резидентом в Анкаре, затем заместителем резидента в Стамбуле, а с мая 1942 года — главным резидентом НКВД в Турции. Лично добился значительных вербовочных результатов. За период с мая 1940-го по март 1944 года лично завербовал девять ценных агентов. С пятью из них советская разведка продолжала работать длительное время и после его отъезда из страны.
Находился в Турции под именем Михаила Матвеевича Бакланова. Занимал посты заместителя торгпреда СССР (1940—1944) и торгпреда СССР (1945—1947).
- 1948 год — начальник контрразведывательного факультета Высшей разведывательной школы Комитета информации при Совете Министров СССР.
- 1949 год — начальник кафедры контрразведки Высшей разведывательной школы и одновременно начальник отдела в 4-м Управлении (нелегальная разведка) Комитета информации при МИД СССР.
- В августе 1951 года уволен в запас по личной просьбе.
- В 1965 году снят с воинского учёта запаса КГБ СССР и зачислен в отставку.

## Воинские и специальные звания
- 1936 год — капитан
- 1939 год — майор
- 22 октября 1940 года — майору РККА Батурину М. М. присвоено специальное звание капитана государственной безопасности.
- 23 февраля 1943 года капитан госбезопасности Батурин М. М. переаттестован на общеармейское звание подполковника
- 1945 год — полковник

## Награды

### Государственные награды
- Орден Ленина (1946)
- Два ордена Красного Знамени (1945, 1950)
- Орден Трудового Красного Знамени (1945)
- Орден Отечественной войны I степени (1944)
- Медаль «За оборону Кавказа» (1944)
- Медаль «За Победу над Германией в Великой Отечественной войне 1941-1945 гг.» (1945)
- Медаль «XX лет РККА» (1938)
- Другие юбилейные медали

### Награды госбезопасности
- Нагрудный знак «ВЧК-ОГПУ. 1917—1932» и звание «Почётного работника ВЧК-ГПУ» (1934) (высшая награда коллегии ОГПУ, а с 1934 — НКВД)
- Нагрудным знаком «Заслуженный работник НКВД» (1944)
- Портрет Ф.Э Дзержинского с грамотой и надписью «За преданность делу Пролетарской революции» (1927, ОГПУ СССР)
- Часы с надписью и грамотой «За революционную работу по укреплению охраны границы от коллегии ЗГПУ в 13-летие ВЧК-ОГПУ» (1930)
- Другие поощрения.